# Meurtres à Malte
 (avril 2018).
Pour plus de détails, voir Fiche technique et Distribution.
Meurtres à Malte (Trenchcoat) est un film américain de Michael Tuchner, sorti en 1983. C'est l'un des films produits par Disney entre 1979 et 1985 montrant des thèmes plus adultes afin de se libérer de l'image publique de films destinés aux enfants.

## Synopsis
Pendant qu'elle voyage pendant deux semaines sur l'île de Malte, l'écrivaine Mickey Raymond (jouée par Margot Kidder) essaie de développer son imagination pour écrire son premier roman. En chemin, elle rencontre un espion nommé Terry Leonard (joué par Robert Hays). Cependant, depuis son arrivée sur Malte, elle devient la proie d'un complot international qui fait d'elle une victime. Le chef de police, l'inspecteur Stagnos, tente de comprendre, mais il a une compréhension située à un pas en arrière et il est confus. Puisque personne ne l'aide vraiment, elle décide d'inspecter elle-même. Au fil de son enquête, Mickey découvre qu'un couple de personnes âgées qui lui parle de temps en temps depuis son arrivée est derrière tout ce ramdam et avec l'aide de Terry, avec qui elle tombe en amour, elle doit les arrêter.

## Fiche technique
Sauf indication contraire, les informations mentionnées dans cette section peuvent être confirmées par la base de données cinématographiques IMDb,  présente dans la section « Liens externes ».
- Titre original : Trenchcoat
- Titre français et québécois: Meurtres à Malte
- Réalisation : Michael Tuchner
- Scénario : Jeffrey Price et Peter S. Seaman
- Musique : Charles Fox
- Direction artistique : John B. Mansbridge
- Décors : Harry Cordwell, Roger M. Shook
- Costumes : Gloria Musetta
- Photographie : Tonino Delli Colli
- Son : Jean-Louis Ducarme (supervision)
  - Mixage son : Nick Alphin, Richard Portman, Frank Regula
- Montage : Frank J. Urioste (film), George Fredrick (son)
- Effets spéciaux : Georges Iaconelli
- Costumes : Gloria Musetta
- Maquillage : Pierantonio Mecacci, Robert J. Schiffer
- Coiffure : Leonard Drake
- Cascades : Rémy Julienne (coordinateur), Christian Bonnichon, Jean-Claude Bonnichon, Dominique Julienne, Michel Julienne, Brigitte Magnin
- Production : Jerry Leider
  - Production associée : Joel Morwood
- Société de production : Walt Disney Productions
- Société de distribution : Buena Vista Distribution Company
- Pays de production :  États-Unis
- Langues originales : anglais, italien, latin, allemand, français
- Format : couleurs (Technicolor) - 35 mm - son Dolby
- Genre : comédie, thriller
- Durée : 91 minutes
- Dates de sortie :
  - États-Unis : 11 mars 1983
  - Australie : 2 juin 1983
  - Uruguay : Modèle:Dat (Montevideo)
  - Allemagne de l'Ouest : juillet 1988 (en vidéo)

Sauf mention contraire, les informations proviennent des sources suivantes : IMDb

## Distribution
Sauf indication contraire, les informations mentionnées dans cette section peuvent être confirmées par la base de données cinématographiques IMDb,  présente dans la section « Liens externes ».
- Margot Kidder (VF : Béatrice Delfe) : Mickey Raymond
- Robert Hays : Terry Leonard
- David Suchet : l'inspecteur Stagnos
- Gila von Weitershausen : Eva Werner
- Daniel Faraldo (it) : Nino Tenucci
- Ronald Lacey : Princesse Aida
- John Justin : Marquis De Pena
- Pauline Delaney : Lizzy O'Reilly
- P.G. Stephens : Sean O'Reilly
- Leopoldo Trieste : Esteban Ortega

Source : RS Doublage 